# Tiago Brito
Tiago Filipe Alves de Brito, noto semplicemente come Tiago Brito (Matosinhos, 22 luglio 1991), è un giocatore di calcio a 5 portoghese.
Con la nazionale portoghese è stato campione del mondo nel 2021 e campione europeo nel 2018 e nel 2022.

## Palmarès

### Club
- Campionato portoghese: 1
Benfica: 2018-19

### Nazionale
- Campionato mondiale: 1
Lituania 2021
- Campionato d'Europa: 2
Slovenia 2018, Paesi Bassi 2022